# اشتفانسپوشینگ
اشتفانسپوشینگ (به آلمانی: Stephansposching) یک شهر در آلمان است که در دگندورف واقع شده‌است.

## خصوصیات
اشتفانسپوشینگ ۴۴٫۶۷ کیلومترمربع مساحت دارد ۳۲۵ متر بالاتر از سطح دریا واقع شده‌است.